# Bisoca
Bisoca is een Roemeense gemeente in het district Buzău.
Bisoca telt 2870 inwoners.